# Landschaftsschutzgebiet Naturpark Eggegebirge und Teutoburger Wald

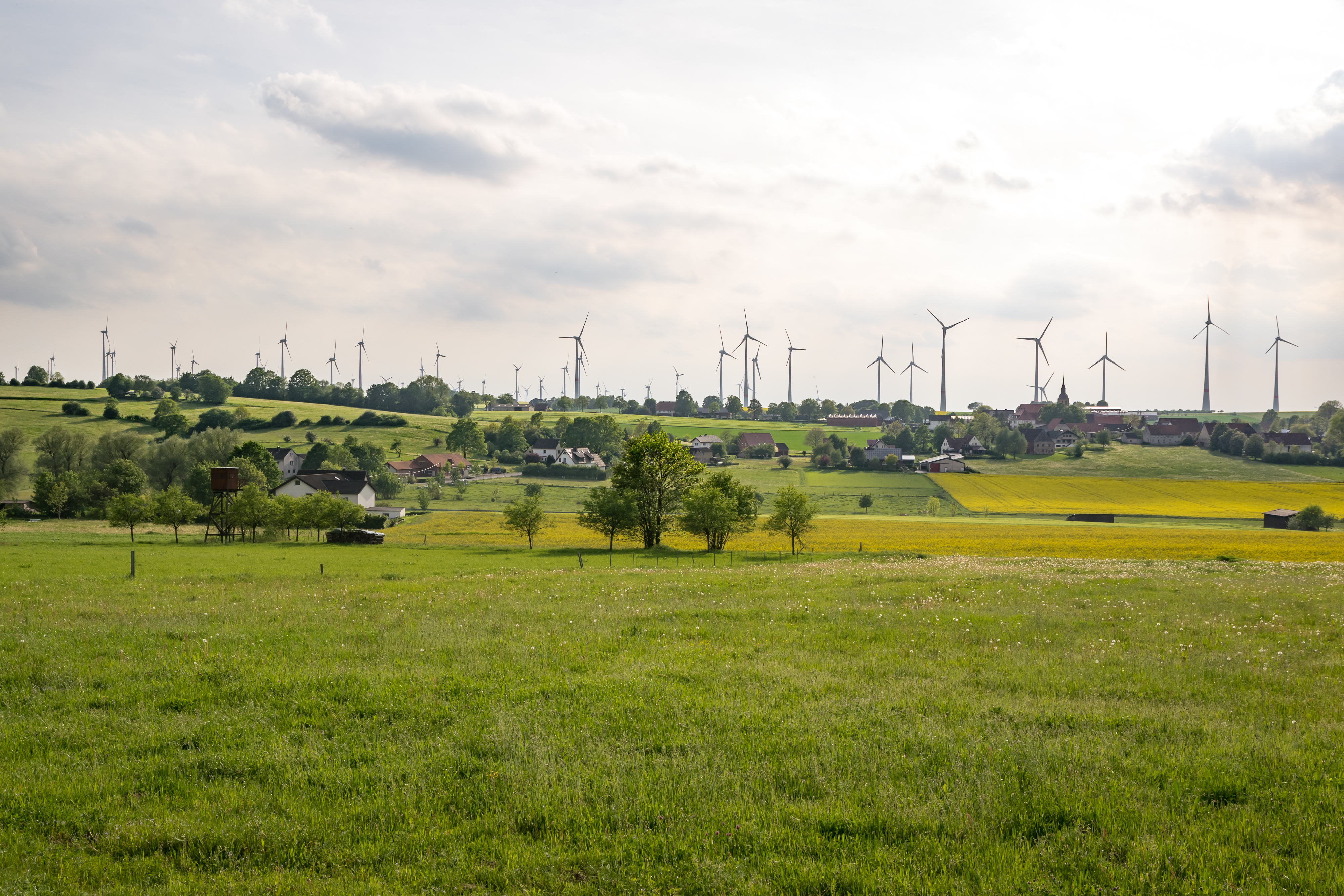
LSG bei Asseln

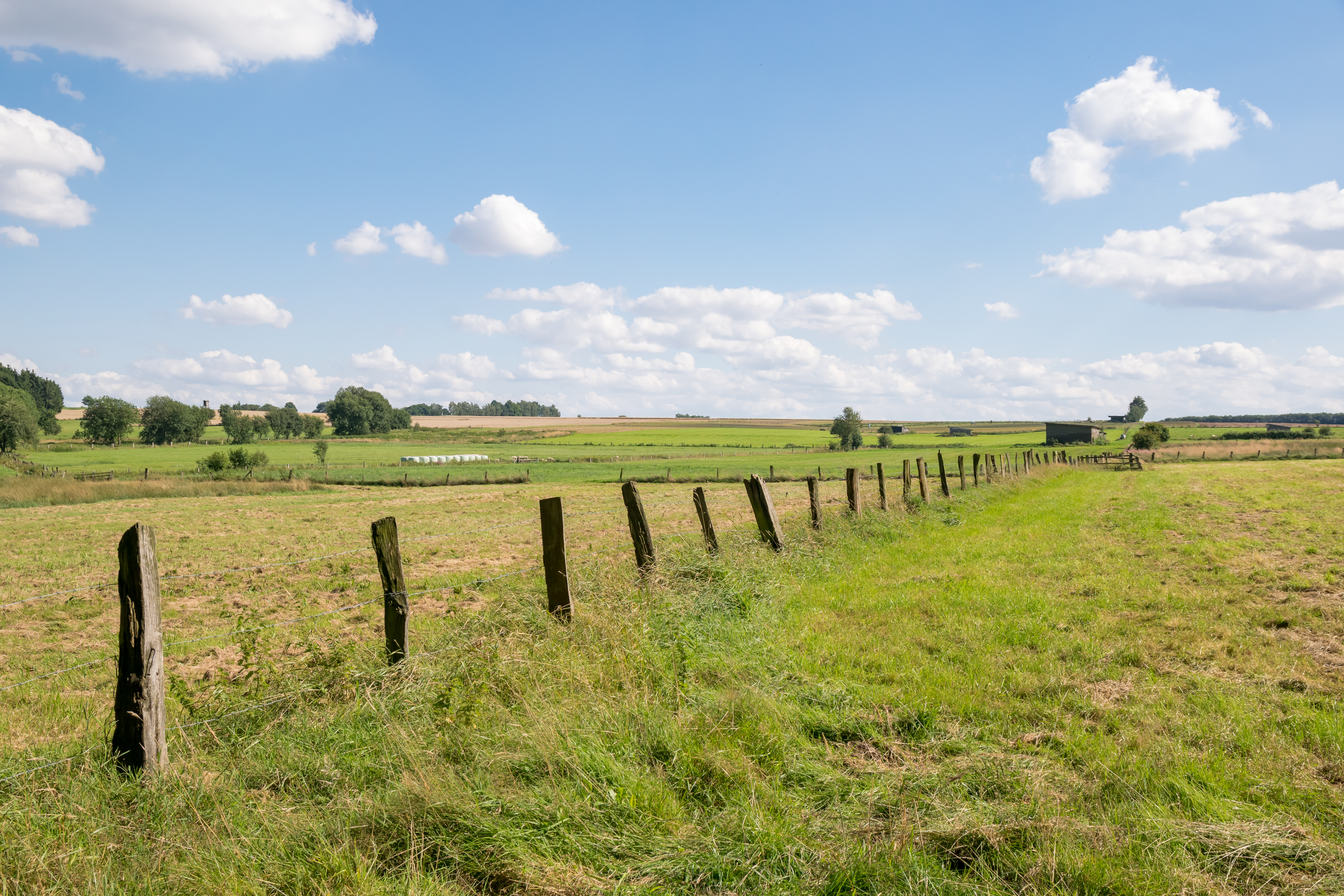
Landwirtschaftsfläche zwischen dem Sauerbachtal Bülheim und Kleinenberg

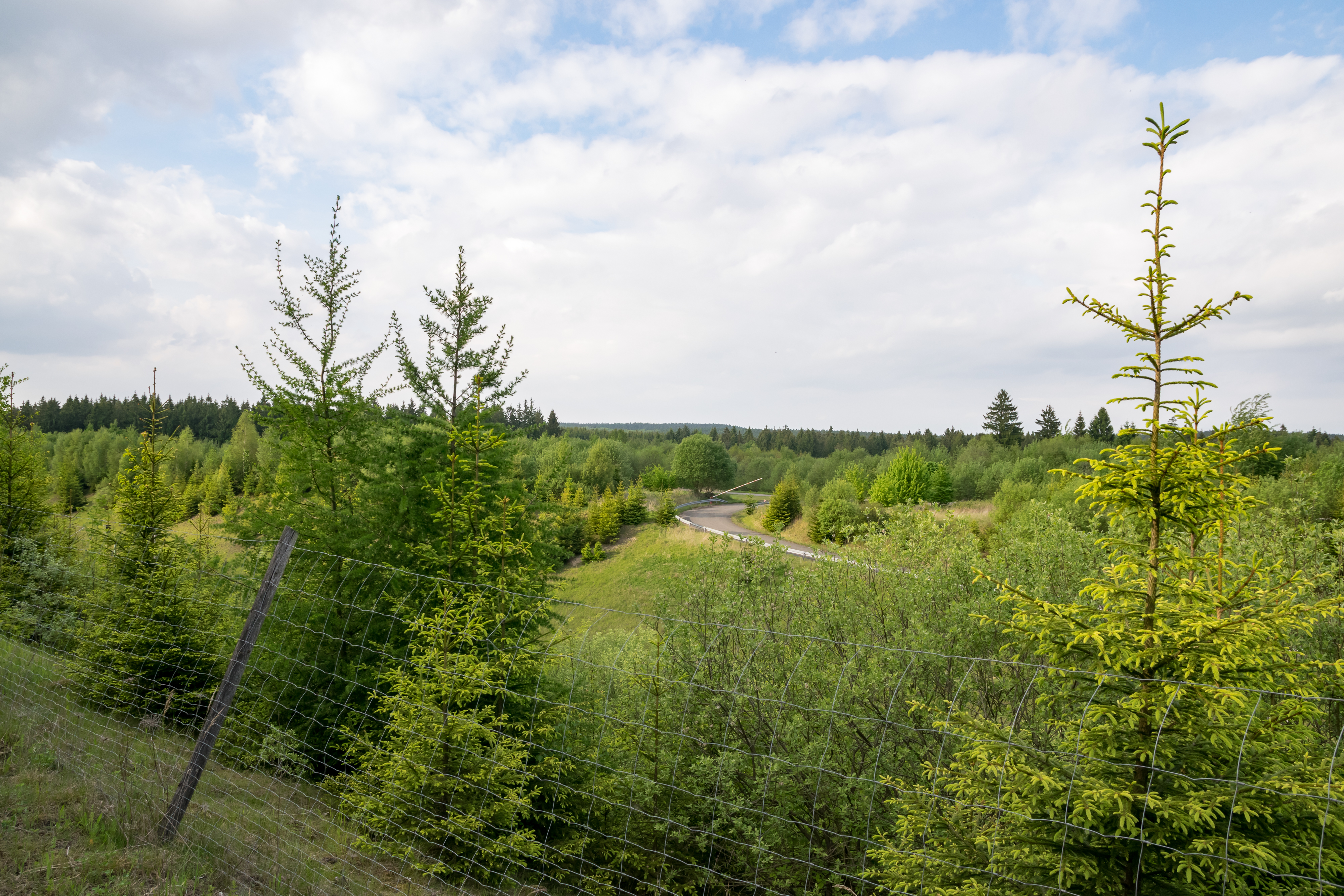
Wald bei Asseln

Das Landschaftsschutzgebiet Naturpark Eggegebirge und Teutoburger Wald  mit 11798,26 ha Flächengröße bei Ausweisung liegt im Kreis Paderborn. Das Landschaftsschutzgebiet (LSG) wurde am 27. November 1972 vom Regierungspräsidenten im Regierungsbezirk Detmold ausgewiesen. Das Landschaftsschutzgebiet wurde 1972 mit einer Befristung bis zum 30. September 1992 ausgewiesen. Laut Gesetz zum Schutz der Natur in Nordrhein-Westfalen (Landesnaturschutzgesetz – LNatSchG NRW) vom 21. Juli 2000 § 79 Überleitung bestehender Verordnungen, besteht das LSG aber weiterhin bis zum Inkrafttreten eines Landschaftsplans oder einer anderen ordnungsbehördlichen Verordnung.

## Beschreibung
Das LSG umfasste bei Ausweisung weite Flächen von Wald und Offenland im Naturpark Teutoburger Wald/Eggegebirge. In den später beschlossenen Landschaftsplänen im Gebiet des Naturparks wurden große Gebiete des LSG zu anderen Schutzgebieten umgewidmet. 2020 umfasste das LSG noch sechs Teilflächen. Es fehlt jeder Hinweis auf die Flächengröße im Jahr 2020. Eine kleine Teilfläche mit Grünland liegt östlich von Schlangen (Gemeinde). Vier Teilflächen, davon zwei Großflächen liegen um Altenbeken, Buke (Altenbeken) und Schwaney, wobei westlich hauptsächlich Offenland mit Grünland und Äckern liegt und östlich hauptsächlich Wald. Die sechste Teilfläche liegt südlich von Dalheim (Lichtenau). Sie besteht hauptsächlich aus Acker. Auch ein Bauernhof, eine Ostwiese und Fichtenwald liegt in ihr. Sie grenzt westlich an die L 817 und südlich an die A 44.
Die Verordnung des LSG verbietet die Aufforstung landwirtschaftlich nutzbarer Flächen mit Ausnahme der Ödländereien und die gänzliche oder teilweise Beseitigung oder Beschädigung von Hecken, Feld- oder Ufergehölzen in der freien Landschaft. Erlaubt aber gleichzeitig die Aufforstung landwirtschaftlich nutzbarer Flächen oder die gänzliche oder teilweise Beseitigung von Hecken, Feld- oder Ufergehölze, wenn dies für die Bewirtschaftung der Grundstücke erforderlich ist.